# TSV Bigge-Olsberg
Der TSV Bigge-Olsberg ist ein Sportverein aus Bigge-Olsberg in Nordrhein-Westfalen mit rund 1.800 Mitgliedern in neun Sparten.

## Historie
Der Verein entstand 1969 als Zusammenschluss der beiden Vereine TuS Bigge 06, gegründet 1906, und TV Olsberg 08, gegründet 1908. Größter Erfolge der Vereinsgeschichte im Fußball war 1976 der Aufstieg in die höchste westfälische Amateurspielklasse. Zwischen 1976 und 1978 spielte der TSV Bigge-Olsberg zwei Spielzeiten in der Verbandsliga Westfalen. 2009 erhielt der Verein die Sportplakette des Bundespräsidenten für sein hundertjähriges Jubiläum überreicht. Im Jahre 2017 stieg die erste Mannschaft in die Kreisliga A ab.

## Persönlichkeiten
- Jürgen Niggemann
- Wolfgang Paul
- Andreas Sidon